# بيرون (ويسكونسن)
بيرون (بالإنجليزية: Biron, Wisconsin)‏ هي قرية تقع في الولايات المتحدة في مقاطعة وود. يقدر عدد سكانها بـ 839 نسمة ومساحتها 16.58 كم2 وترتفع عن سطح البحر 312 متر.

## التركيبة السكانية
قام مكتب تعداد الولايات المتحدة بتحديد بيانات التركيبة السكانية لبيرون في تعداد الولايات المتحدة. في ما يلي، التركيبة السكانية حسب تعدادي 2000 و2010.

### تعداد عام 2000
بلغ عدد سكان بيرون 915 نسمة بحسب تعداد عام 2000، وبلغ عدد الأسر 384 أسرة وعدد العائلات 243 عائلة مقيمة في القرية. في حين سجلت الكثافة السكانية 201.7 نسمة لكل ميل مربع (77.9/كم2). وبلغ عدد الوحدات السكنية 398 وحدة بمتوسط كثافة قدره 87.7 نسمة لكل ميل مربع (33.9/كم2).
وتوزع التركيب العرقي للقرية بنسبة 96.94% من البيض و 0.44% من الأمريكيين الأصليين و 0.33% من الأمريكيين ذوي الأصول الآسيوية و 1.09% من عرقين مختلطين أو أكثر.
بلغ عدد الأسر 384 أسرة كانت نسبة 25.3% منها لديها أطفال تحت سن الثامنة عشر تعيش معهم، وبلغت نسبة الأزواج القاطنين مع بعضهم البعض 51.6% من أصل المجموع الكلي للأسر، ونسبة 8.1% من الأسر كان لديها معيلات من الإناث دون وجود شريك، وكانت نسبة 36.5% من غير العائلات. تألفت نسبة 31.8% من أصل جميع الأسر من أفراد ونسبة 16.7% كانوا يعيش معهم شخص وحيد يبلغ من العمر 65 عاماً فما فوق. وبلغ متوسط حجم الأسرة المعيشية 2.82، أما متوسط حجم العائلات فبلغ 2.28.
بلغ العمر الوسطي للسكان 43 عاماً. وكانت نسبة 21.6% من القاطنين تحت سن الثامنة عشر، وكانت نسبة 6.3% بين الثامنة عشر والأربعة وعشرون عاماً، ونسبة 25.1% كانت واقعةً في الفئة العمرية ما بين الخامسة والعشرون حتى والأربعة وأربعون عاماً، ونسبة 23.0% كانت ما بين الخامسة والأربعون حتى الرابعة والستون، ونسبة 23.9% كانت ضمن فئة الخامسة والستون عاماً فما فوق. يوجد لكل 100 أنثى 92.6 ذكر، ويوجد لكل 100 أنثى في الثامنة عشر من عمرها فما فوق 87.7 ذكر.
بلغ متوسط دخل الأسرة في القرية 42,557 دولار، أما متوسط دخل العائلة فبلغ 51,719 دولار. وكان متوسط دخل الذكور 37,778 دولار مقابل 24,028 دولار للإناث. وسجل دخل الفرد الخاص بالقرية 19,293 دولار. وكانت نسبة 3.1% من العائلات ونسبة 7.2% من السكان تحت خط الفقر، وكان من هؤلاء نسبة 11.4% تحت سن الثامنة عشر ونسبة 12.9% في الخامسة والستين من العمر وما فوق.

### تعداد عام 2010
بلغ عدد سكان بيرون 839 نسمة بحسب تعداد عام 2010، وبلغ عدد الأسر 366 أسرة وعدد العائلات 236 عائلة مقيمة في القرية. في حين سجلت الكثافة السكانية 180.0 نسمة لكل ميل مربع (69.5/كم2). وبلغ عدد الوحدات السكنية 402 وحدة بمتوسط كثافة قدره 86.3 لكل ميل مربع (33.3/كم2).
وتوزع التركيب العرقي للقرية بنسبة 98.7% من البيض و 0.8% من الأمريكيين الأفارقة و 0.5% من عرقين مختلطين أو أكثر.
بلغ عدد الأسر 366 أسرة كانت نسبة 23.5% منها لديها أطفال تحت سن الثامنة عشر تعيش معهم، وبلغت نسبة الأزواج القاطنين مع بعضهم البعض 53.3% من أصل المجموع الكلي للأسر، ونسبة 7.1% من الأسر كان لديها معيلات من الإناث دون وجود شريك، بينما كانت نسبة 4.1% من الأسر لديها معيلون من الذكور دون وجود شريكة وكانت نسبة 35.5% من غير العائلات. تألفت نسبة 29.2% من أصل جميع الأسر من أفراد ونسبة 15.3% كانوا يعيش معهم شخص وحيد يبلغ من العمر 65 عاماً فما فوق. وبلغ متوسط حجم الأسرة المعيشية 2.76، أما متوسط حجم العائلات فبلغ 2.24.
بلغ العمر الوسطي للسكان 47 عاماً. وكانت نسبة 19.4% من القاطنين تحت سن الثامنة عشر، وكانت نسبة 6% بين الثامنة عشر والأربعة وعشرون عاماً، ونسبة 20.5% كانت واقعةً في الفئة العمرية ما بين الخامسة والعشرون حتى والأربعة وأربعون عاماً، ونسبة 28.7% كانت ما بين الخامسة والأربعون حتى الرابعة والستون، ونسبة 25.5% كانت ضمن فئة الخامسة والستون عاماً فما فوق. وتوزع التركيب الجنسي للسكان بنسبة 50.5% ذكور و49.5% إناث.